# Dianacris choui
Dianacris choui är en insektsart som beskrevs av Yin, X.-c. och G.H. Feng 1983. Dianacris choui ingår i släktet Dianacris och familjen gräshoppor. Inga underarter finns listade i Catalogue of Life.